# لويجي دي روسو
لويجي دي روسو هو منافس ألعاب قوى إيطالي، ولد في 5 مايو 1935 في فيلو داستيكو ‏ في إيطاليا.

## وصلات خارجية
- لويجي دي روسو على موقع الاتحاد الدولي لألعاب القوى (الإنجليزية)
- لويجي دي روسو على موقع أوليمبيديا (الإنجليزية)